# ГЕС Дагуан
ГЕС Дагуан (Sun Moon Lake 1) – гідроелектростанція на острові Тайвань. Є однією з трьох (поряд з ГАЕС Мінг-Ху та ГАЕС Мінгтан) станцій, котрі використовують ресурс із водосховища Сан-Мун-Лейк. При цьому, знаходячись між ГЕС Сунглін (20,9 МВт) та ГЕС Jugong (Sun Moon Lake 2, 43,5 МВт), входить до складу дериваційного каскаду у сточищі річки Zhuoshui (найдовша річка острова, що дренує західний схил його вододільного хребта та впадає до Тайванської протоки). 
Станцію спорудили під час японської окупації острова. Проект започаткували ще у 1919-му, проте за чотири роки, на тлі економічного спаду після Першої світової війни, роботи призупинились та відновились лише у 1931-му. В підсумку станцію ввели у експлуатацію у 1934-му під назвою Menpaitan. Під час Другої світової війни у 1944 та 1945 роках вона стала об’єктом повітряних нальотів союзної авіації, котрі призвели до серйозних пошкоджень генераторів. А по завершенні бойових дій та деколонізації Тайваню гідроелектростанція отримала нову назву Дагуан. 
В межах проекту створили водосховище на основі розташованого на правобережжі Zhuoshui природного озера Сан-Мун-Лейк (Sun Moon Lake). Для цього звели греблю Shuishe, виконану як земляна споруда із бетонним ядром висотою 30,3 метра та довжиною 364 метри. В результаті глибина озера збільшилась з 6 до 27 метрів, а його площа зросла із 4,55 км2 до 8,4 км2. Утворений резервуар мав об’єм у 150,6 млн м3, з яких 144,1 млн м3 належали до корисного об’єму. Останній показник може змінюватись через замулення водойми і наразі рахується як 133,6 млн м3.
Заповнення сховища відбувалось за рахунок деривації ресурсу із Zhuoshui. Для цього на останній звели бетонну гравітаційну греблю Wujie (японська назва Bukai) висотою 48,5 метра (в подальшому наростили до 57,6 метра) та довжиною 91 метр. Разом з розташованою трохи північніше допоміжною спорудою, котра закрила сідловину на правобережжі, вона утримує невелике водосховище з об’ємом 1,08 млн м3, при цьому головним завданням греблі є відведення ресурсу до дериваційного тунелю. Останній починався біля тільки що згаданої допоміжної споруди та мав довжину 15,2 км. 
На початку 2000-х років через поганий технічний стан тунелю вирішили прокласти іншу трасу від сховища Wujie. Тепер деривація починається біля основної греблі та спершу прямує під лівобережним масивом на відстань біля двох кілометрів. Тут вона приймає додатковий ресурс, поданий по тунелю-відгалуженню від розташованої за 2,5 км водозабірної греблі на струмку Liqi (ліва притока Zhuoshui). Перетнувши Zhuoshui по акведуку, траса потрапляє до найбільшого тунелю довжиною понад 7 км, після якого є ще один акведук на струмком Wuchen (сточище Shuili, правої притоки Zhuoshui). Останню ділянку після струмка складає черговий тунель довжиною біля 3 км. Загальна довжина траси від греблі Wujie (без урахування відгалуження до Liqi) становить 14 км, при цьому діаметр тунелів коливається від 4,7 до 5,05 метра (на відгалуженні Liqi – 2,8 метра).
Зі сховища Сан-Мун-Лейк ресурс подається по підвідному тунелю до машинного залу станції Дагуан, розташованого у понад трьох кілометрах на захід, на лівому березі нещодавно згаданої річки Shuili. Основне обладнання станції складають п’ять гідроагрегатів загальною потужністю 110 МВт, які працюють при напорі у 320 метрів.
Відпрацьована вода спрямовується у підвідний тунель ГЕС Jugong.